# Klövberget (norra)
Klövberget (norra) este o arie protejată (arie specială de conservare — SAC, sit de importanță comunitară — SCI) din Suedia întinsă pe o suprafață de 23,5 ha, integral pe uscat.

## Localizare
Centrul sitului Klövberget (norra) este situat la coordonatele 62°12′56″N 16°38′02″E / 62.2156°N 16.6339°E.

## Înființare
Situl Klövberget (norra) a fost declarat sit de importanță comunitară în ianuarie 1997 pentru a proteja 1 specie de plante. Situl a fost protejat și ca arie specială de conservare în martie 2011.

## Biodiversitate
Situată în ecoregiunea boreală, aria protejată conține 1 habitat natural: Taiga vestică.
La baza desemnării sitului se află o specie protejată de  plante: Ranunculus lapponicus.